# 吉備内親王
吉備内親王（きびないしんのう）は、草壁皇子と元明天皇の次女。元正天皇の妹で、文武天皇の姉または妹。長屋王の妃。長屋王の変で自殺に追い込まれた。

## 生涯

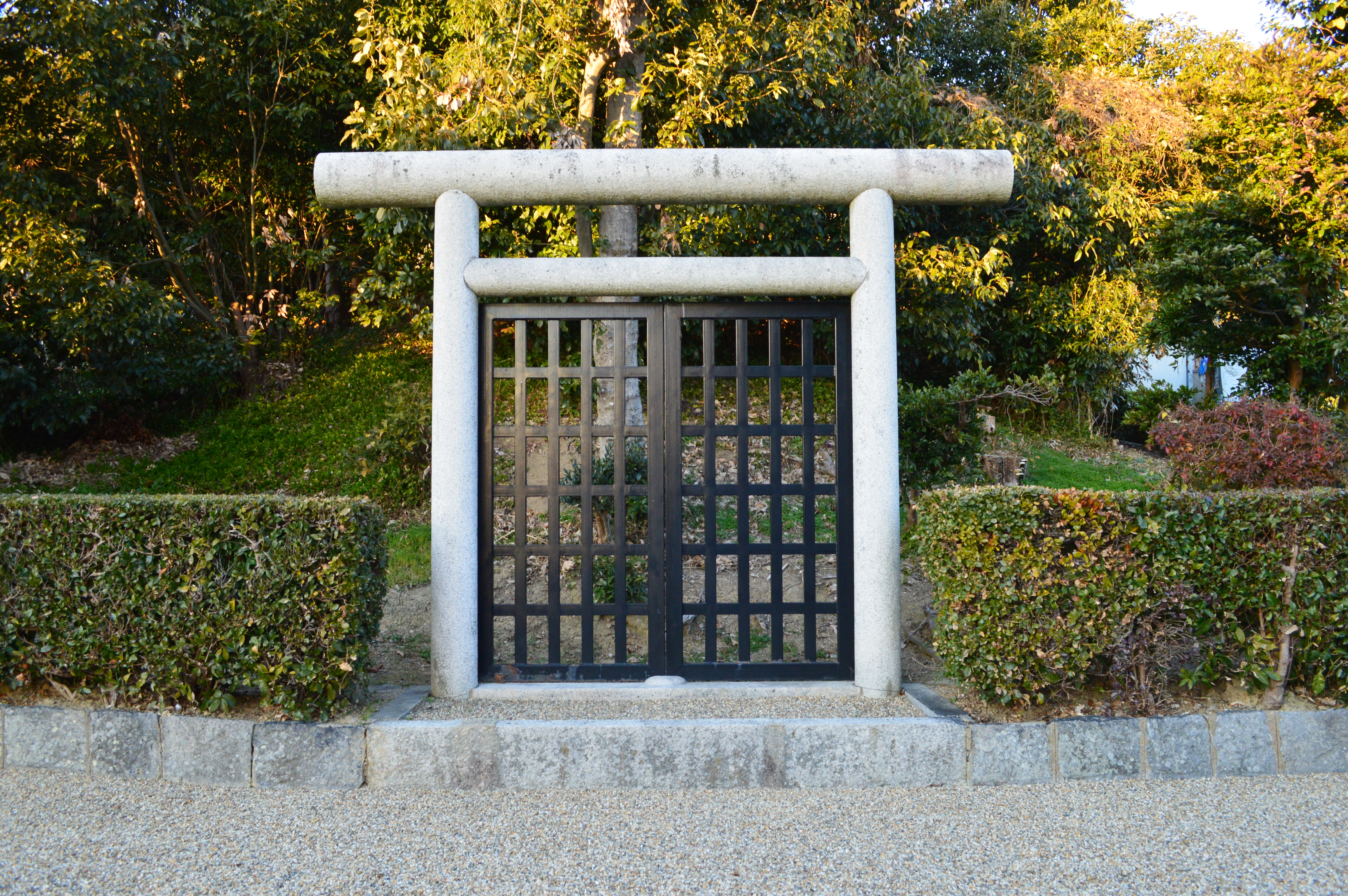
吉備内親王墓
（奈良県生駒郡平群町）

吉備内親王は長屋王に嫁ぎ、膳夫王・葛木王・鉤取王を産んだ。和銅8年（715年）2月25日に、息子達が皇孫待遇になる。同年、元号が霊亀となった後に三品に叙される。養老年間に、元正天皇のために東禅院を建立する。これがのちに薬師寺東院堂となる。神亀元年（724年）2月4日に二品に叙される。
しかし、神亀6年（729年）2月、長屋王の使用人であった漆部造君足と中臣宮処連東人の密告により、長屋王が国を傾けるため「左道」を行ったとして、彼は自刃に追い込まれた。吉備内親王も、3人の息子達と共に縊死した。彼女は長屋王と同じく、生駒山に埋葬された。
当時皇太子基王が急死し、自らも病弱であった聖武天皇に万が一の事があれば、天皇の叔母にあたる内親王やその子供達の皇位継承の可能性もあったと考えられる。天皇が根拠のない密告を信じて政府首班の長屋王を死に追い込んだ背景には、皇位を巡る天皇の疑心暗鬼があったとする説もある。
永井路子は、下御霊神社に祀られている「吉備聖霊」を、吉備内親王ではないかとしている。

## 系譜
- 父：草壁皇子
- 母：阿閇皇女（元明天皇）。吉備内親王の母については『続日本紀』などに記載がないが、長和4年（1015年）成立の『薬師寺縁起』で阿閉内親王の子に含められている[2]。
- 同母兄姉：氷高皇女（元正天皇）、珂瑠皇子（文武天皇）
- 夫：長屋王
  - 子：膳夫王・桑田王（石川夫人母との説あり）・葛木王・鉤取王